# Harry Czeke

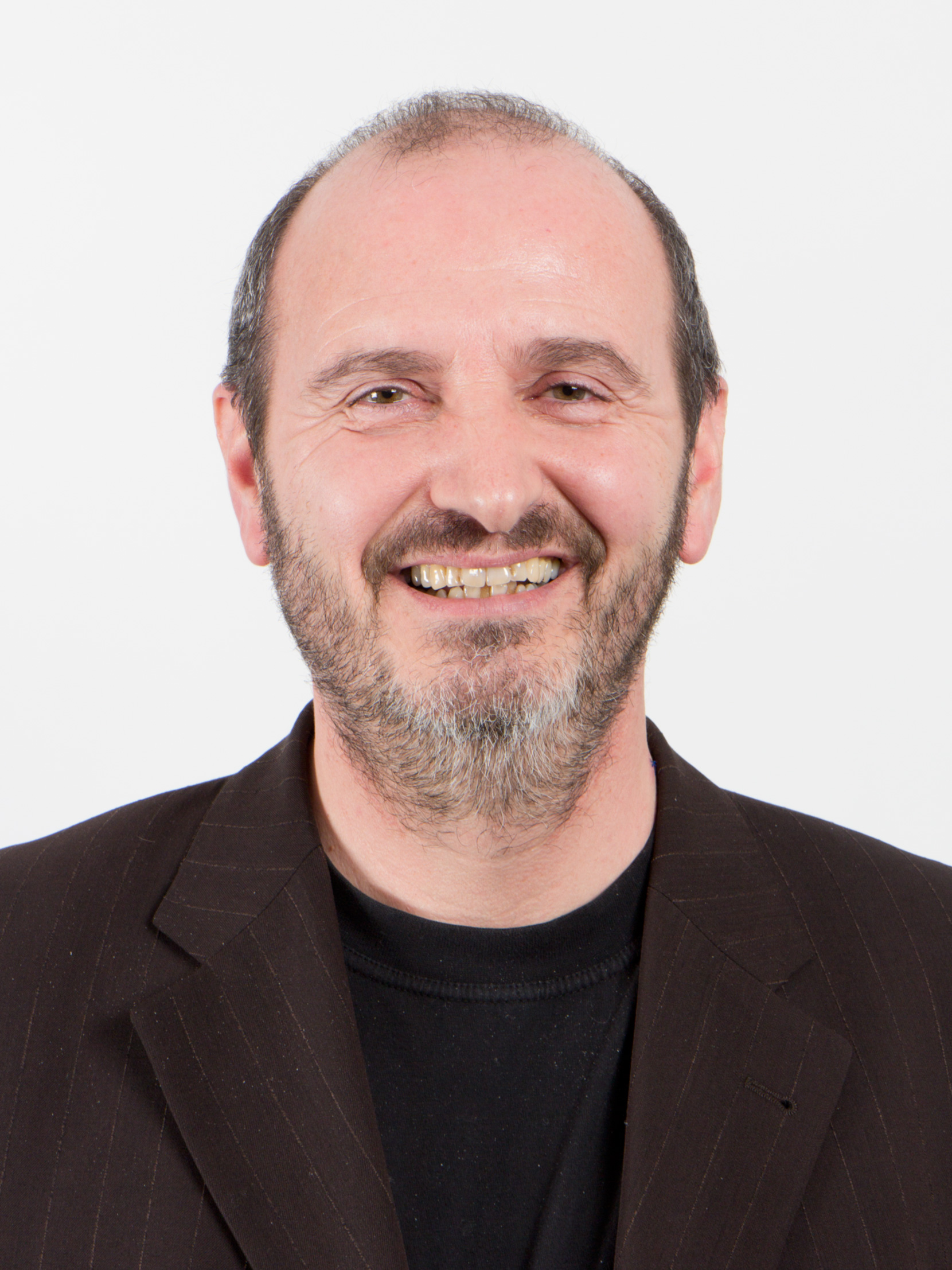
Harry Czeke, 2012

Harry Czeke (* 1. April 1961 in Tangermünde) ist ein deutscher Politiker der Partei Die Linke und Mitglied des Landtags von Sachsen-Anhalt.

## Leben und Beruf
Harry Czeke besuchte von 1967 bis 1975 die Polytechnische Oberschule und bis 1979 folgte die Erweiterte Oberschule. Seine Ausbildung zum Agrar-Ingenieur im Bereich Tierproduktion beendete er 1985 und arbeitet bis 1990 als Bereichs-, Abteilungs- und stellvertretender Betriebsleiter der Landwirtschaftlichen Produktionsgenossenschaft (LPG) in Schlagenthin. Nach der Deutschen Wiedervereinigung übernahm er den Posten des Betriebsleiters der Agrargenossenschaft Schlagenthin e. G. Seit 2005 ist er einfaches Mitglied der Genossenschaft.

## Politik / Partei
Czeke trat 2002 in die PDS ein.
Von 1990 bis 1996 saß er als Mitglied im Gemeinderat Schlagenthin. Seit 1999 ist er Mitglied im Stadtrat und Fraktionsvorsitzender der PDS im Stadtrat Genthin. Seit 2004 ist er zudem Vorsitzender des Stadtrates.

## Abgeordneter
Seit 1994 (2. Wahlperiode) ist Czeke als über die Landesliste gewähltes Mitglied im Landtag von Sachsen-Anhalt. Er sitzt für seine Fraktion im Ausschuss für Bundes- und Europaangelegenheiten sowie Medien und im Ausschuss für Ernährung, Landwirtschaft und Forsten.